# Shuremy Felomina
Shuremy Emmanuel Felomina (nacido el 4 de marzo de 1995) es un futbolista internacional de Curazao que se desempeña en el terreno de juego como defensa central; su actual equipo es el Achilles '29  de la Tweede Divisie en Países Bajos.

## Trayectoria
- CRKSV Jong Holland  2011-2013

- FC Den Bosch  2014-presente

## Vida personal
En 2013 Felomina recibe una prueba con el FC Den Bosch de la Eerste Divisie, la segunda división del fútbol en los Países Bajos.